# Die Rechte der Kinder
Die Rechte der Kinder war eine Fernsehserie der B&T Film Produktion in den 1990er Jahren, welche in kurzen Episoden über die Rechte der Kinder aufklärte. Die Serie erschien erstmals am 13. Januar 1997 auf KiKA. Sie umfasst 20 Folgen à 15 min. In der Hauptrolle Captain Dork ist Paul Heidekrüger zu sehen.

## Handlung
Die Rechte der Kinder werden in geheimem Raum im Kinderministerium verwahrt. Leni hat aber davon gehört und beauftragt Dork, den Pförtner des Ministeriums das Buch für sie zu holen. Beim Berühren des Buches wird Dork in einen kleinen Jungen verwandelt, der die Rechte der Kinder nun unter die Kinder bringen will. Er nennt sich fortan Captain Dork und besitzt magische Fähigkeiten.
Captain Dork wird nun von einigen Erwachsenen, insbesondere den Leitern des Kinderministeriums, gesucht und gejagt. Gemeinsam mit verschiedenen Kindern, zu denen er hinreisen kann, bringt die Artikel der Kinderrechtskonvention den Kindern näher. Dabei werden pro Folge 1–2 Kinderrechte erklärt. Dabei werden sowohl Kinderrechte im Alltag behandelt als auch Themen wie Krieg, Gewalt und Migration. In jeder Folge wird hierzu eine Geschichte erzählt, in den ein oder mehrere Kinder von einem Verstoß gegen eines der Kinderrechte  betroffen sind, und Captain Dork ihnen hilft oder zur Seite steht; oft schaffen es die Kinder sogar selbst aus ihrer Situation, nachdem Dork sie darüber aufgeklärt hat, dass sie sich quasi gegen das Fehlverhalten der Erwachsenen wehren dürfen. Am Ende wird er auch von den Erwachsenen bei der Durchsetzung der Rechte unterstützt.

## Hintergrund
Die Serie spielt hauptsächlich in Deutschland und wurde dort an verschiedenen Schauplätzen gedreht.
Weitere Drehorte lagen in Kenia, Peru, Kambodscha, Chile und Mexiko.
Die Rechte der Kinder werden in der Serie jeweils als kleines, rotes Buch dargestellt. Die Texte darin sind oft in einem einfachen für Kinder verständlichen Deutsch formuliert, geben jedoch den Wortlaut der korrekten Rechtstexte wider.
Regie führten Gabriele Degener, die fünf Episoden übernahm, sowie Luke McBain, Caspar Harlan, Wanjiru Kiyanjui, Christoph Röhl, Alejandro Legaspi, Kristov Brändli, Alice Schmid und Bernd Sahling. Für die Drehbücher waren Monika Bach, die 5 Episoden schrieb, sowie Reiner Lücker, der drei Episoden schrieb, und einige der Regisseure.
Seit 2003 wird die Serie nicht mehr ausgestrahlt.

## Episodenliste
Die folgende Liste nennt die 20 Episoden und gibt in Klammern jeweils an welcher Artikel jeweils behandelt wird:
1. Die Verwandlung (Artikel 42)
2. Der Liebesbrief (Artikel 16)
3. Scheiden tut weh (Artikel 9 und 10)
4. Der Schrei (Artikel 19)
5. Tennisstress (Artikel 31)
6. Ein ganz besonderer Tag (Artikel 2)
7. Geheime Informationen (Artikel 13)
8. Ein Brief aus Kambodscha (Artikel 38 Absatz 4)
9. Schulfrei (Artikel 28)
10. Anruf aus Afrika (Artikel 10)
11. Der Flüchtling (Artikel 22)
12. Die Ruhestörung (Artikel 23)
13. Sprechblasen (Artikel 3)
14. Der aufgespürte Vater (Artikel 8 und 28)
15. Pfoten Weg (Artikel 34)
16. Goldener Regen (Artikel 36)
17. Kopfstand (Artikel 2)
18. Der geklaute Spielplatz (Artikel 3)
19. Der Nullenschlucker (Artikel 19)
20. Jagd auf Captain Dork (Artikel 37 und 41)

Die Reihenfolge wurde jedoch bei späteren Ausstrahlungen verändert.

## Auszeichnungen
Die Serie erhielt folgende Auszeichnungen:
- 1998: Japan Award für das beste fremdsprachige Familienprogramm
- 1998: Erich-Kästner-Preis für das beste Kinder-Fernsehprogramm